# Gaspard Devalck

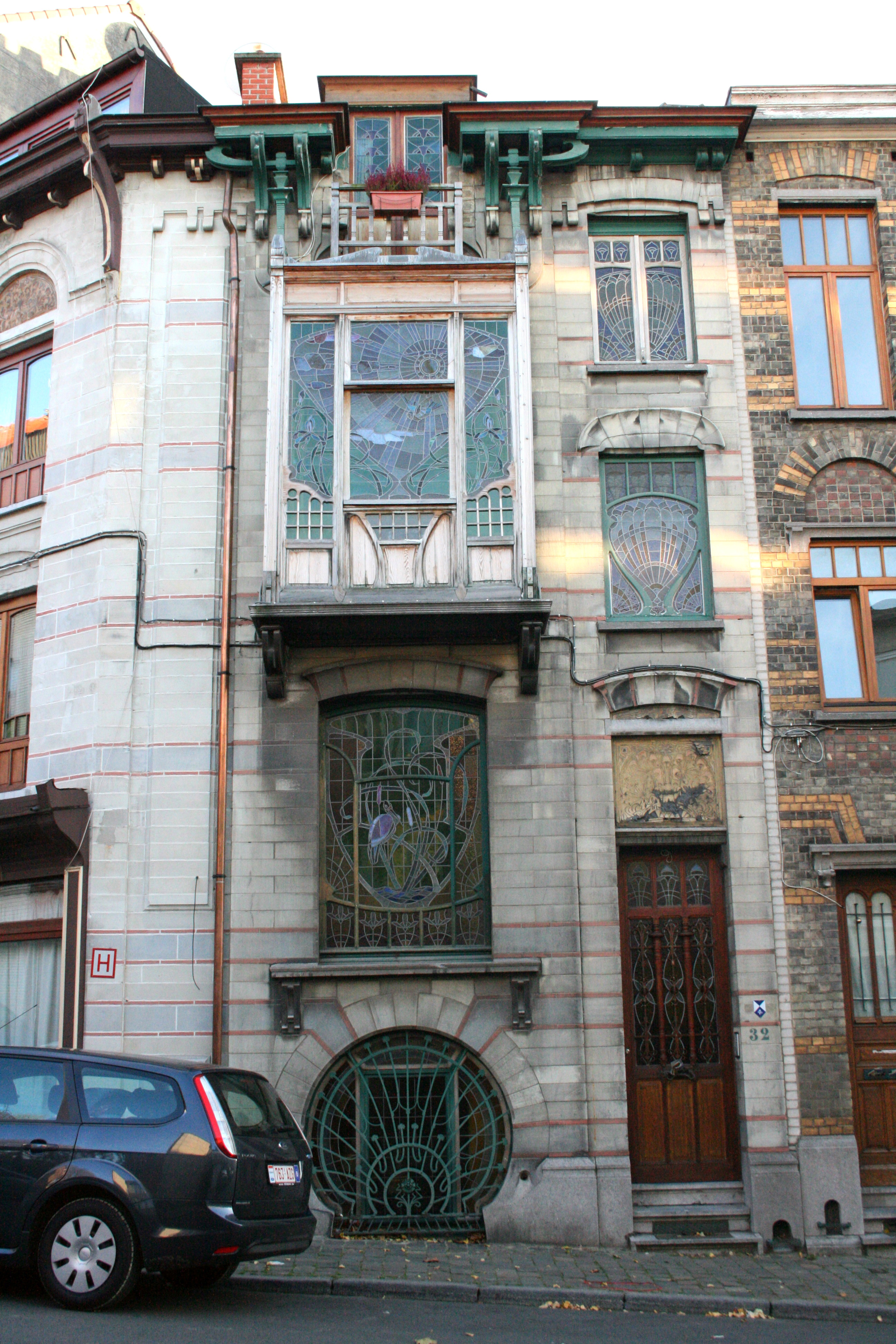
Huis Devalck

Gaspard Devalck (Sint-Joost-ten-Node, 14 mei 1872 - Brussel, 20 februari 1962) was een Belgische architect.

## Zijn leven
Gaspard Devalc werd geboren op 14 mei 1872 in Sint-Joost-ten-Node en stierf op 20 februari 1962 te Brussel. Hij studeerde van 1891 tot 1897 aan de Koninklijke Academie voor Schone Kunsten te Brussel. Hij bouwde verschillende neoclassicistische huizen in Middelkerke samen met zijn collega A. Tavernier. In 1900 bouwde hij in Schaarbeek het Huis Devalck in art nouveau-stijl voor zijn moeder dat hij later voor zijn eigen professioneel en privégebruik zou gebruiken. Vier naburige woningen op nummers 24 tot 30 werden twee jaar later door hem in een eclectische stijl gebouwd.